# Prinses Theater
Het Prinses Theater is een theater in Delfshaven, Rotterdam. De Amerikaanse actrice Jayne Mansfield promootte er in 1957 haar film The Girl Can't Help It, Lee Towers kreeg er in 2000 de Wolfert van Borselenpenning. 
Het uit 1913 daterende pand is vormgegeven in een neorenaissance-stijl en past met de ernaast gelegen panden in het neorenaissancebeeld van dit deel van de Schiedamseweg. 
Het pand telt drie bouwlagen en een zolderverdieping.
Het gebouw is gelegen aan de Schiedamseweg 19 en wordt door middel van een eenlaagse bouw verbonden met de panden aan de Noordschans 10 en 12.

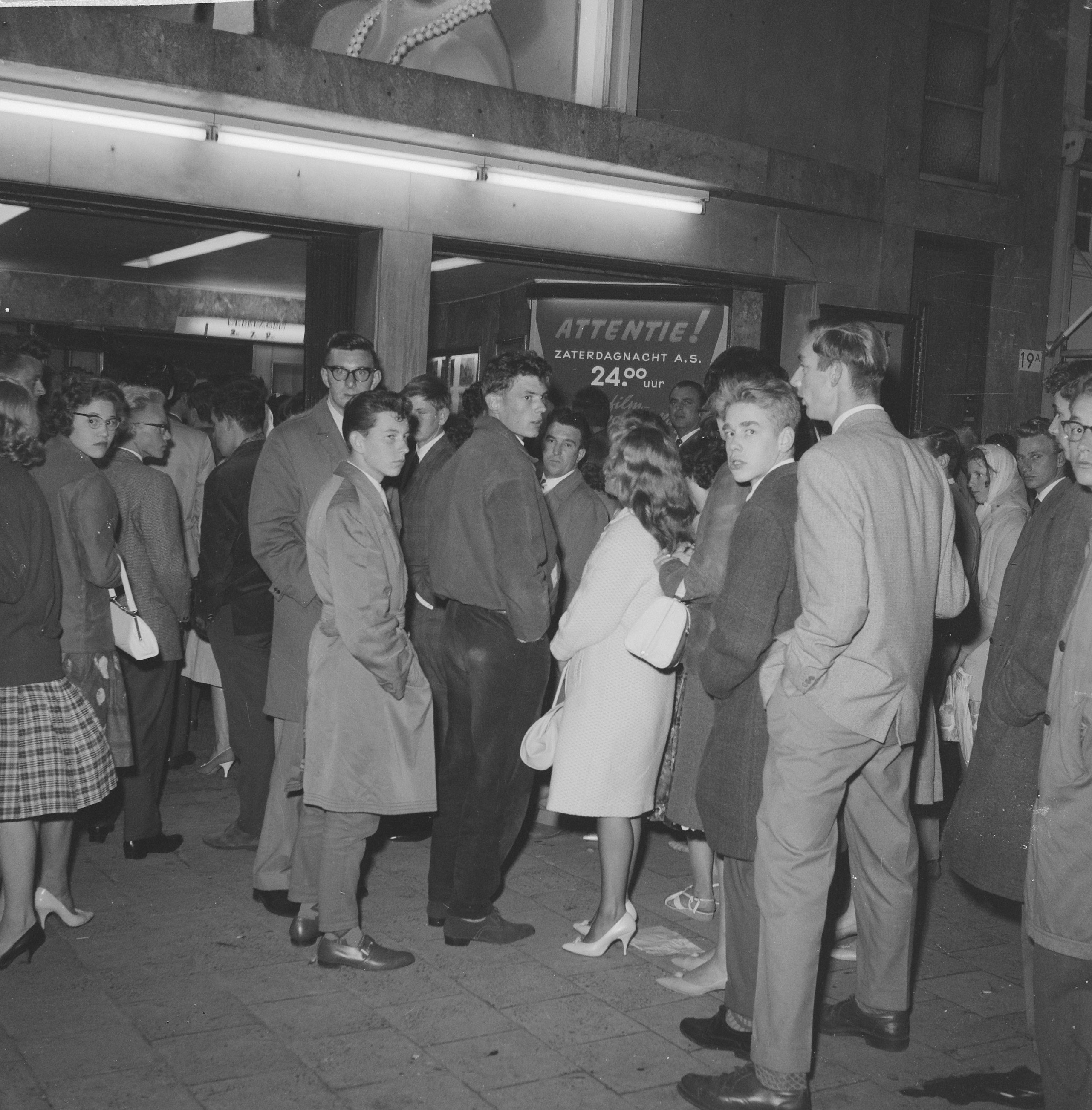
Queue before Prinses Theater, a cinema in Rotterdam

Oorspronkelijk is het gebouw gebouwd in 1913 als verenigingsgebouw Alcazar, met ‘Concordia Bioscope’ (1914). Er was echter te weinig vraag naar het Verenigingsgebouw, waarna er vanaf 1917 tot 1940 ‘Bioscoop Princes Variété' werd geëxploiteerd door Aron Chermoek, een Joodse kleermaker die als landverhuizer vanuit Polen naar Rotterdam was gekomen. Chermoek maakte er een bioscoop- en variété-theater van, waar tussen de zwijgende films ook optredens plaatsvonden. Vele voor die tijd bekende artiesten als Kees Pruis, Lou Bandy en Chris de la Mar traden er op.
Tot de introductie van de geluidsfilms in 1928 werden de films begeleid met een orkest.
Het 'Prinses theater' was een groot succes. Chermoek bouwde een klein bioscoop imperium op. Korte tijd was hij eigenaar van de Kosmorama-bioscoop en Imperial aan de Hoogstraat, het Maastheater aan de Oranjeboomstraat en het Rembrandt-theater aan de Schiekade. Hij werd eigenaar van het Corso-theater aan de Coolsingel, de Flora-bioscoop in Den Haag en het Rex-theater in Amsterdam. De Prinses-bioscoop liet hij in 1927 verbouwen en hij deed dat opnieuw in 1937. Chermoek wilde het 20-jarig jubileum vieren met een geheel vernieuwd theater. Met moderne neonverlichting en stoelen, fauteuils en decoraties van Pieter den Besten beantwoordde de bioscoop helemaal aan de eisen van die tijd. In de Tweede Wereldoorlog kwam Chermoek in Auschwitz (concentratiekamp) terecht en overleefde dat niet.
Na de bezetting nam de vrouw van Chermoek de leiding op zich en vond vanaf 1945 tot 1967 de exploitatie van ‘Alcazar Bioscope’ plaats.
In de jaren vijftig was het theater een van de eerste bioscopen waar brede films gedraaid konden worden. Vanaf 1975  was in het gebouw de Koninkrijkzaal van de Jehova's getuigen ondergebracht. In 1996 werd de naam 'Prinses theater' weer op de gevel gezet. Heden ten dage is het 'Prinses theater' in gebruik als multifunctioneel zaalverhuurcentrum. 